# Дроговиж
Дроговиж — село в Україні, у Стрийському районі Львівської області. Населення становить 2372 осіб. Орган місцевого самоврядування — Миколаївська міська рада. Біля села розташоване озеро Задорожнє, що є популярним місцем відпочинку.

## Назва
Давня назва Дроговижа походить, напевне, від «дороги вижу», 3 валів городища, як і з замку Тарла добре видно дороги аж до Карпат.

## Історія
Історія села Дроговиж сягає своїми коріннями у сиву давнину. Підтвердженням цього є відкрите у 1975 році під час робіт Львівської археологічної експедиції Інституту суспільних наук палеолітичне поселення на території села . Комплексний аналіз матеріалів знайдених на території даного об'єкта відніс даний пункт до тимчасових мисливських таборів доби пізнього палеоліту .
Проте перші документальні відомості про село Дроговиж відносяться до другої половини XIV століття. В даний період у королівському селі Дроговиже був замок, який сторожив кордон Жидачівського князівства. Замок цей було закладено на краю Стружної гори, звідки було видно дністровські переправи і шляхи. З XIX століття вважалося, що назва замку Друга вежа дала назву і селу, що виникло біля його підніжжя — Дроговиже. Але це скоріше не зовсім так.
У грамоті короля Казимира III від 17 червня 1356 року, якою було надане магдебурзьке право місту Львову, серед свідків — шляхтичів Руської землі на першому місці стоїть Волчок (Волчконе) з Дроговижа гербу Корчак, який належав до впливового галицького боярства, що в ході війни 1349—1353 рр. зрадило Любарта Гедиміновича і перейшло на сторону польського короля Казимира III.
Під час військових подій 1353, 1366 чи скоріше весною на початку літа 1377 року, Дроговиже було здобуте військом Любарта і зруйноване. Дроговиж, який до цього був, напевне, адміністративним центром і містом, (про що свідчать рештки городища на західному схилі Стружної гори поблизу Львівської дороги) занепав і на старому місці більше не відродився. Село з такою ж назвою виникло на нинішньому місці вже в часи Закліки Тарла (1465–1466 рр.) .
Десь близько 1465–1466 року Дроговиже як королівське село, стало центром однойменного староства, тобто було відроджено його адміністративний статус. Перші старости і державці дроговизькі були з родини Закліки Тарла: його син Анджей — підстолій львівський (1472–1508 рр.), другий син Станіслав — охмістр королеви (1508 по 1515-рр.). Павло Тарло, син Станіслава — львівський войський (1515–1553 рр.), Миколай Тарло, небіж (племінник) Павла — сандомирський хорунжий і королівський секретар, засновник міста Миколаєва (1553—1571 рр.), його дружина Ядвіга зі Жмігроду Тарлова, її зять Єжи Мнішек (1571 −1607 рр.).
Далі староством правили королівські підстарости. Найколоритнішою фігурою з них був Миколай Контський (1613—1622 рр.). З 1618 року староство вже не здавалось ні в оренду, ні в державлення. Старостами були познанський воєвода Ян Остроруг (1618 −1622 рр.), його син Миколай Остроруг — коронний підчаший, один з регіментарів польського війська, розбитого під Пилявцями у 1648 році (від козаків отримав прізвисько «латина» через її добре знання), (1622–1651 рр.), наступний — сини Миколай (†1659), Анджей (1659—1665 рр.), гусарський полковник і роздільський дідич Міхал Ф. Жевуський (бл.1670 — 1687 рр.), його син — гетьман великий коронний Станіслав Матеуш (1687—1728 рр.), племінник гетьмана — подільський воєвода Міхал Юзеф Миколай Жевуський (1728—1769 рр.) та син гетьмана Вацлав Петро (1769—1772 рр.). (дивіться Жевуські)
Тарли жили постійно в Дроговижі; старости ж, будучи значними політичними діячами, лиш користалися доходами і бували тут дуже рідко, фактично довіряючи управління підстаростам. Серед них був служебник Остророгів Федір Чижинський — батько Степана Чижинського, московитського дипломата й культурного діяча.
У Дроговижі працював Сиротинець [Архівовано 30 вересня 2018 у Wayback Machine.]. Приїзд Цісаря Фра́нца Йо́сифа I у вересні 1880 року до цього закладу [Архівовано 30 вересня 2018 у Wayback Machine.] зображено на картині польського художника Олександра Рачинського (Alexander Raczyński) [1].
10 березня 1968 року опергрупою УКГБ виявлено та заарештовано повстанця Верещинського Степана, який 950 року пішов в глибоке підпілля, облаштував криївку в господарстві односельчанки Синишин Софії, в якій переховувався до дня затримання.

## Населення

### Мова
Розподіл населення за рідною мовою за даними перепису 2001 року:
| Мова            | Кількість | Відсоток |
| --------------- | --------- | -------- |
| українська      | 2089      | 99.33%   |
| російська       | 9         | 0.43%    |
| польська        | 2         | 0.09%    |
| білоруська      | 1         | 0.05%    |
| угорська        | 1         | 0.05%    |
| інші/не вказали | 1         | 0.05%    |
| Усього          | 2103      | 100%     |

## Дроговизька ікона Пресвятої Богородиці
Ікону Дроговизької Матері Божої дослідники датують XVII—XVIII ст. Вона є однією з пам'яток західноукраїнського іконопису — «твір високого письма», як зазначено у парафіяльній книзі церкви в селі Дроговиж. Перші документальні відомості про ікону належать до 1834 року. Ікона була коронована, зодягнена в шати, однак, коли відбулося визначення її як чудотворної — невідомо. Так саме невідомо й те, коли ікону наділено відпустом. Він відбувається щороку на свято Успіння Пресвятої Богородиці. У 2004–2005 роках ікону відреставровано.

## Відомі люди
- Борецький Мирон Іванович — український перекладач, науковець.
- Верещинський Степан — вояк УПА[8].
- Січинський Денис Володимирович — видатний український композитор і хоровий диригент, перший професор музики у Галичині, музично-громадський діяч, педагог; працював капельмейстером оркестру при місцевому сирітському притулку.[9]
- Сколоздра Володимир Іванович — український скульптор.
- Сколоздра Роман Володимирович (1941—1999) — український хімік.
- Володимир Янів — підхорунжий Армії Андерса, учасник Другої світової війни, брав участь у боях на теренах Італії, зокрема під Монте-Кассіно. Нагороджений хрестом Virtuti Militari 5 класу за порятунок 5 офіцерів, та 4 британськими відзнаками. 1982 року уряд УНР у вигнанні присвоїв йому звання майора[10].